# Доротеј (монах)
За чланак о истоименом филму, погледајте чланак Доротеј.
Доротеј је било монашко име српског велможе из друге половине XIV века који је био ктитор манастира Дренче и Наупаре и отац каснијег српског патријарха Данила III (1390/1391—1399). Његово световно име није сачувано, а пре него што се замонашио, управљао је великим поседима око Крушевца и у Браничеву, највероватније са титулом деспота.

## Биографија
Пре него што се замонашио, Доротеј је био властелин чији се двор налазио у месту Наупара код Крушевца. Својим средствима, он је подигао своју задужбину, манастир Дренчу код истоименог места, недалеко од Александровца. У оснивачкој повељи, коју је заједно са сином, јеромонахом Данилом (рођеним око 1350), издао 02.03.1382. године у Жичи, приложио је манастирском властелинству велике поседе око Крушевца и у Браничеву, као и 10 литара сребра из Новог Брда годишње, што су потврдили патријарх Спиридон (1379/1380—1389) и кнез Лазар (1371—1389), као његов сизерен.
Сматра се да се на њега односи запис из тзв. Берлинског четворојеванђеља који наводи да је у јануару непознате године преминуо велики деспот свих земаља српских који се замонашио под именом Доротеј и касније постао великосхимник Јован Каливит. На овај закључак упућују велики поседи које је Дренчи оставио монах Доротеј, који поред села и тргова укључује двор са придворном црквом у Наупари (данашњи манастир Наупара).

## Идентификација
На основу сачуваних података о монаху Доротеју, изнете су две хипотезе о његовом световном имену:
- деспот Јован Оливер (Радослав Грујић), који је у доба Душана Силног (краљ 1331—1346, цар 1346—1355) држао поседе у источној Македонији. Последњи пут се у изворима 1354. године и сахрањен је у својој задужбини, манастиру Леснову, док су у доба распада Српског царства његови синови сузбијени са већине његових поседа и последњи пут се помињу (Крајко и Русин) 1381. године.[4]
- деспот Иваниш (Владимир Петковић), који је у доба Душана Силног држао поседе у Топлици. Он је имао сина Алтомана и унука Иваниша, који је био сродник кнеза Лазара, а преминуо је између 1372. и 1389. године и сахрањен је у Дечанима.[2]

Према оцени Марка Шуице, покушаји овакве идентификације остају натегнути и неубедљиви и сматра да у њему треба тражити неког,нама до данас непознатог велможу-деспота.